# Alive ’95
Alive '95 – pierwszy album koncertowy grupy Gamma Ray. Nagrania pochodzą z europejskiej trasy koncertowej "Men on a Tour".

## Lista utworów

### CD1
1. Land of the Free – 5:29
2. Man on a Mission – 5:54
3. Rebellion in Dreamland – 8:24
4. Space Eater – 4:45
5. Fairytale – 0:44
6. Tribute to the Past – 4:48
7. Heal Me – 7:27
8. The Saviour – 1:30
9. Abyss of the Void – 5:54
10. Ride the Sky – 5:57 (cover Helloween)
11. Future World – 7:28 (cover Helloween)
12. Heavy Metal Mania – 6:27 (cover Holocaust)
13. Lust for Life (Non-European Bonus) – 6:14

### CD2
1. No Return – 4:03
2. Changes – 5:23
3. Insanity & Genius – 4:09
4. Last Before the Storm – 4:11
5. Future Madhouse – 4:10
6. Heading for Tomorrow – 8:17

## Skład zespołu
- Kai Hansen – śpiew, gitara
- Dirk Schlächter – gitara, instrumenty klawiszowe
- Jan Rubach – gitara basowa
- Thomas Nack – perkusja